# 시비에보진군

루부시주 지도에 표시된 시비에보진군의 위치

시비에보진군(폴란드어: powiat świebodziński)은 폴란드 루부시주에 위치한 군으로 군청 소재지는 시비에보진이며 면적은 937.45km2, 인구는 55,753명(2019년 6월 30일 기준), 인구 밀도는 59명/km2이다.
북쪽으로는 미엥지제치군, 동쪽으로는 비엘코폴스카주 노비토미실군, 남쪽으로는 지엘로나구라군, 남서쪽으로는 크로스노군, 북서쪽으로는 술렝친군과 접한다. 6개 지방 자치체(2개 도시형 농촌, 4개 농촌)를 관할한다.

군기
군 문장